# Zhangxian
Zhangxian (chiń. upr. 张仙; chiń. trad. 張仙; pinyin Zhāngxiān) – w ludowych wierzeniach chińskich bóstwo opiekuńcze dzieci, pomagające kobietom doczekać się potomstwa. 
Wierzono, że strzeże dzieci przed złymi mocami podczas zaćmienia Księżyca. Zhangxian przeganiał Niebiańskiego Psa (Tiangou), który próbując pożreć ziemskiego satelitę powodował jego zaćmienie.